# Schwarzbach (přítok Sebnice)
Schwarzbach (česky Černý potok) je 10,2 km dlouhý potok v Sasku. Pramení na západním úpatí Ungerbergu a pod zříceninou hradu Schwarzberg ústí zprava do Sebnice.

## Průběh toku
Schwarzbach pramení na západním úpatí Ungerbergu. Odtud teče do Krumhermsdorfu a skrze něj jižním a jihozápadním směrem do Lohsdorfu. Na horním toku vytváří ploché údolí a je obklopen převážně loukami. Dále pokračuje zalesněnou krajinou Saského Švýcarska směrem na jih až k ústí do Sebnice, které se nachází pod zříceninou hradu Schwarzberg. Na dolním toku jižně od Lohsdorfu protéká Schwarzbach úzkým údolím se strmými svahy. Údolím potoka prochází od roku 1897 úzkorozchodná železniční trať Goßdorf-Kohlmühle – Hohnstein zvaná Schwarzbachbahn (Dráha Černého potoka), která byla roku 1951 zrušena, ale její část v úseku Lohsdorf–Ehrenberg byla obnovena.

## Přírodní poměry
Podloží horního toku tvoří erozi odolný lužický granodiorit, v podloží dolního toku se nachází pískovec. V potoce se vyskytuje malé množství zlata, zirkonu a epidotu. Dolní tok protéká územím Chráněné krajinné oblasti Saské Švýcarsko.